# Parkour

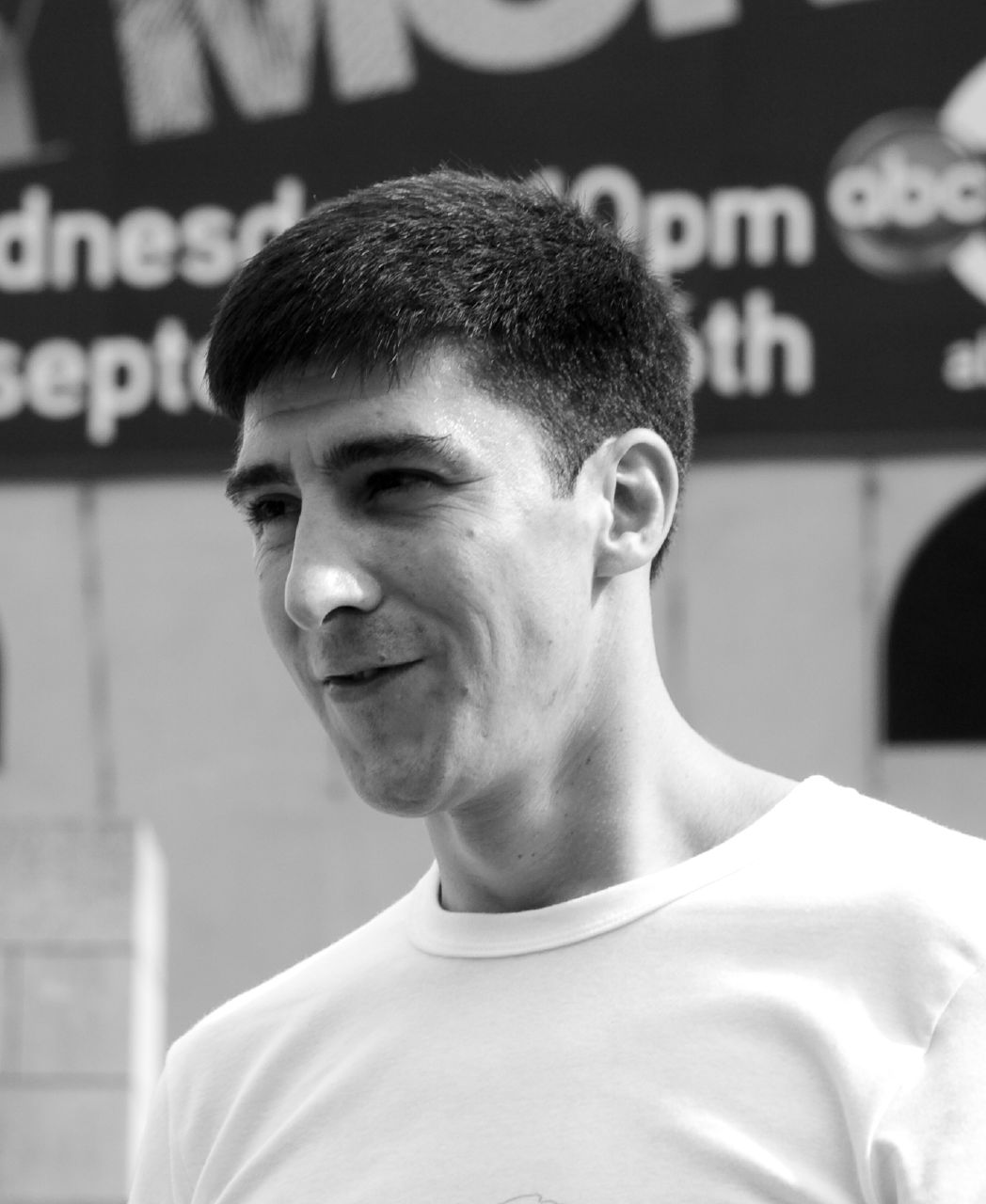
David Belle được coi là người tạo ra môn parkour.

Parkour (phát âm tiếng Pháp: [paʁkuʁ]) là một phương thức huấn luyện sử dụng vận động bắt nguồn từ tập luyện kỹ năng tránh vật cản của quân đội. Các học viên di chuyển từ A đến B theo cách hiệu quả nhất có thể. Điều này được thực hiện bằng cách sử dụng chỉ cơ thể con người và môi trường xung quanh tạo động năng, tập trung vào việc duy trì càng nhiều đà càng tốt trong khi vẫn giữ an toàn. Parkour bao gồm các bài tập vượt chướng ngại vật, chạy, leo, đu, nhảy, lăn, chuyển động trên 4 chi, và các bài tập tương tự khác tùy thuộc vào vận động nào được coi là thích hợp nhất cho những tình huống nhất định.
Parkour được phát triển bởi quân đội với một số tính chất của chiến đấu phi võ thuật.
Parkour được phát triển ở Pháp bởi Raymond Belle, con trai của ông – David Belle – và nhóm bạn của cậu, những người tự xưng là Yamakasi, vào khoảng cuối năm 1980. Sự mô tả về parkour được phổ biến vào thập kỷ 90 và vào những năm 2000 thông qua phim ảnh, quảng cáo hay các tài liệu bởi Yamakasi.

## Từ gốc
Từ gốc là parcours du combattant, phương pháp vượt chướng ngại cổ điển được đề xuất trong quân đội bởi Gorges Hébert. Raymond Belle dùng thuật ngữ le parcours để gọi tất cả các phương pháp đào tạo của mình gồm leo trèo, nhảy, đu,... Con trai ông là David Belle, đã phát triển thêm các kỹ thuật khác và đã thành công, đưa cậu đến với nghề diễn viên đóng thế, một cảnh phim Speed Air Man của cậu được xem bởi Hubert Koundé. Koundé đã đề nghị cậu thay chữ c bằng chữ k vì nó nghe mạnh mẽ hơn, âm s câm cũng được bỏ đi vì lý do tương tự, nên ta có parkour.
Những người đàn ông tập parkour được gọi là traceur (từ mà ông gọi các thành viên trong nhóm Yamakasi của mình), còn phụ nữ được gọi là traceuse.

## Lịch sử
Được sử dụng lần đầu bởi Georges Hébert trong Thế chiến I. Sau đó, parkour được phát triển bởi Raymond Belle. Cha ông là một bác sĩ Pháp còn mẹ ông là một người Việt Nam. Sau Chiến tranh Đông Dương, cha ông mất, ông bị tách khỏi mẹ và bị đưa lên một trại trẻ mồ côi ở Đà Lạt lúc 7 tuổi. Vào ban đêm, khi mọi người đã ngủ, ông lại ở ngoài leo trèo, chạy nhảy. Ông đã tự thử thách khả năng chịu đựng, sức mạnh và sự linh hoạt của mình, nó giúp ông trải qua những đau thương thời thơ ấu và giúp ông cứng rắn hơn. Sau trận Điện Biên Phủ năm 1954, ông trở về Pháp và ở lại trong giáo dục quân sự cho đến năm 19 tuổi, khi ông tham gia đội cứu hỏa Paris, một đơn vị quân đội Pháp.
Con ông là David Belle được sinh ra vào năm 1973, đã từng nghe về một hình thức huấn luyện được gọi là "le parcours" của cha mình, ông đã tập luyện và hoàn thiện nó cùng nhóm Yamakasi (gồm: David Belle, Sébastien Foucan, Châu Belle Đinh, Williams Belle, Yann Hnautra, Laurent Piemontesi, Guylain N'Guba Boyeke, Malik Diouf, and Charles Perriére).

## Thực hành

### Thiết bị
Parkour không đòi hỏi nhiều thiết bị hỗ trợ, người tập chỉ cần một chiếc áo, một chiếc quần và một đôi giày có độ bám tốt để di chuyển.
Tránh dùng giầy đinh, dép lê hoặc chân đất.

### Các động tác
Không có một luật lệ nào dành cho đường lối di chuyển và việc phối hợp các động tác trong parkour, nhưng vẫn có các động tác/kỹ thuật được xem là cơ bản:
- Landing: Dùng mũi chân để tiếp đất khi rơi/nhảy từ độ cao không quá đầu xuống đất. Là kỹ thuật đầu tiên mà các traceur và traceuse bắt buộc phải học, nó luôn đứng đầu trong danh sách các động tác phải học đầu tiên trong huấn luyện parkour.
- Rolling: Lăn ngang/dọc/chéo qua vai để giảm lực khi rơi/nhảy từ độ cao quá đầu xuống đất. Là kỹ thuật thứ hai sau Landing mà các traceur và traceuse bắt buộc phải học, nó luôn luôn đứng trong danh sách các động tác phải học đầu tiên trong huấn luyện parkour.
- Vault: Vượt qua chướng ngại vật một cách nhanh nhất có thể mà không bị chấn thương và giảm tốc độ di chuyển bằng cách phối hợp các bộ phận trên cơ thể. Ví dụ: Speed Vault, Safety Vault, Lazy Vault, Kong Vault,... Một trong những kỹ thuật phải học khi mới nhập môn.
- Precision Jump: Nhảy và tiếp đất chính xác bằng mũi chân trên những chướng ngại vật nhỏ hoặc hẹp.
- Cat Leap: Nhảy và tiếp tường với mũi chân đặt trên bề mặt thẳng đứng của bức tường, với hai bàn tay níu vào gờ tường.
- Wallrun: Chạy lên bờ tường với chân đạp lên và tay bám lên tường.
- Vertical: Chạy dọc lên bờ tường để lên được đỉnh tường hoạc vượt qua tường.
- Horizontal: Chạy ngang theo bờ tường (Thật ra Horizontal Wallrun bắt nguồn từ một kỹ thuật cơ bản hơn là Tic-tac).
- Tic-tac: Dùng chân đạp lên tường, sau đó bật ra khỏi tường.Tic-tac là một trong những kỹ thuật cơ bản nhất mà các traceur và traceuse phải học, nó hỗ trợ cho việc tập rất nhiều kỹ thuật sau này như Horizontal Wallrun, Corner Wallrun (chạy lên tường nhờ vào khoảng cách giữa 2 bức tường vuông góc), Up Tic-tac (chạy lên tường nhờ vào khoảng cách giữa 2 bức tường song song).
- Pull-up: Chuyển từ tư thế leap đến tư thế chống hai tay trên gờ tường, đẩy để di chuyển lên trên hoặc qua phía bên kia bức tường.
- Dash Vault: Động tác vượt chướng ngại vật nâng cao khi nhảy dung một chân qua trước rồi cho chân còn lại qua sau đó dung hai tay đẩy thân về phía trước.
- Double Kong: Động tác nâng cao của Kong Vault khi dung thân chổng lên trời rồi dung hai tay vượt qua vật cản.

### Rủi ro
Gây chấn thương từ mức độ nhẹ, nặng đến tử vong là những rủi ro thường gặp trong parkour.

Gây khó ngủ, nhức đầu, đau mắt

### Giải trí
Parkour rất được yêu thích trong ngành giải trí bởi sự đẹp mắt và tính mạo hiểm của nó, parkour thường được đưa vào những bộ phim như Yamakasi, District 13, Ultimatum, Brick Mansions,... và các game như Prince of Persia, Vector, Vector 2, hai phần game Dying Light và Dying Light 2 hay series game Assassin’s Creed.

## Sách tham khảo
- Angel, Julie (2011). Ciné Parkour. ISBN 978-0-9569717-1-5.
- Belle, David and Perriére, Charles. PARKOUR – From the origins to the practise.{{Chú thích sách}}:  Quản lý CS1: nhiều tên: danh sách tác giả (liên kết)
- Belle, David (2009). Parkour. Intervista. tr. 71–79. ISBN 978-2-35756-025-3.